# Olympische Sommerspiele 2016/Teilnehmer (Namibia)
| Gelbes Symbol für Goldmedaillen mit stilisierten Olympischen Ringen | Graues Symbol für Silbermedaillen mit stilisierten Olympischen Ringen | Braundes Symbol für Bronzemedaillen mit stilisierten Olympischen Ringen |
| ------------------------------------------------------------------- | --------------------------------------------------------------------- | ----------------------------------------------------------------------- |
| —                                                                   | —                                                                     | —                                                                       |

Namibia nahm an den Olympischen Spielen 2016 in Rio de Janeiro mit zehn Athleten teil. Es war die siebte Teilnahme an Olympischen Sommerspielen. Das Nationale Olympische Komitee von Namibia nominierte die Athleten in vier Sportarten. Es wurde keine Medaille gewonnen.

## Teilnehmer nach Sportarten

### Boxen
| Athleten           | Wettbewerb                   | 1. Runde       | 1. Runde | Achtelfinale       | Achtelfinale  | Viertelfinale | Viertelfinale | Halbfinale    | Halbfinale    | Finale        | Finale        | Rang          |
| Athleten           | Wettbewerb                   | Gegner         | Ergebnis | Gegner             | Ergebnis      | Gegner        | Ergebnis      | Gegner        | Ergebnis      | Gegner        | Ergebnis      | Rang          |
| ------------------ | ---------------------------- | -------------- | -------- | ------------------ | ------------- | ------------- | ------------- | ------------- | ------------- | ------------- | ------------- | ------------- |
| Männer             |                              |                |          |                    |               |               |               |               |               |               |               |               |
| Matthias Hamunyela | Halbfliegengewicht bis 49 kg | Rufat Huseynov | 3:0      | Birschan Schaqypow | 0:3           | ausgeschieden | ausgeschieden | ausgeschieden | ausgeschieden | ausgeschieden | ausgeschieden | ausgeschieden |
| Jonas Junias       | Halbweltergewicht bis 64 kg  | Hassan Hamzile | 0:3      | ausgeschieden      | ausgeschieden | ausgeschieden | ausgeschieden | ausgeschieden | ausgeschieden | ausgeschieden | ausgeschieden | ausgeschieden |

### Leichtathletik
Laufen und Gehen 
| Athleten           | Wettbewerb | Finale    | Finale |
| Athleten           | Wettbewerb | Zeit      | Rang   |
| ------------------ | ---------- | --------- | ------ |
| Frauen             |            |           |        |
| Alina Armas        | Marathon   | 2:44:20 h | 75     |
| Helalia Johannes   | Marathon   | 2:39:55 h | 56     |
| Beata Naigambo     | Marathon   | 2:36:32 h | 41     |
| Männer             |            |           |        |
| Mynhardt Kauanivi1 | Marathon   | 2:20:45 h | 70     |

1 Laut der offiziellen Seite Kawanivi.

### Radsport

#### Straße
| Athleten    | Wettbewerb       | Zeit         | Rang |
| ----------- | ---------------- | ------------ | ---- |
| Frauen      |                  |              |      |
| Vera Adrian | Straßenrennen    | DNF          | DNF  |
| Männer      |                  |              |      |
| Dan Craven  | Straßenrennen    | DNF          | DNF  |
| Dan Craven* | Einzelzeitfahren | 1:27:47,93 h | 35   |

* Dan Craven wurde nachnominiert, nachdem eine Vielzahl von Fahrern nicht am Zeitfahren hatten teilnehmen können.

#### Mountainbike
| Athleten         | Wettbewerb    | Zeit | Rang |
| ---------------- | ------------- | ---- | ---- |
| Frauen           |               |      |      |
| Michelle Vorster | Cross-Country | LAP  | –    |

### Schießen
| Athleten    | Wettbewerb | Qualifikation   | Qualifikation | Finale          | Finale        | Ringe/ Scheiben | Rang |
| Athleten    | Wettbewerb | Ringe/ Scheiben | Rang          | Ringe/ Scheiben | Rang          | Ringe/ Scheiben | Rang |
| ----------- | ---------- | --------------- | ------------- | --------------- | ------------- | --------------- | ---- |
| Frauen      |            |                 |               |                 |               |                 |      |
| Gaby Ahrens | Trap       | 66              | 9             | ausgeschieden   | ausgeschieden | 66              | 9    |